# Condado de Río Arriba

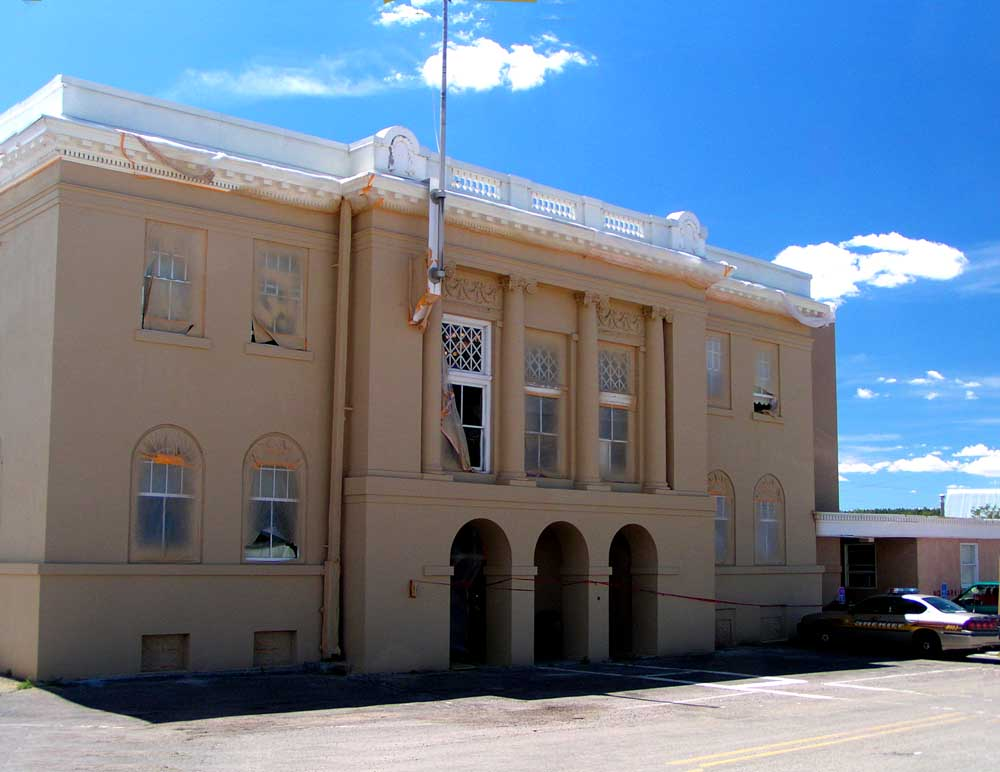
Juzgado del Condado de Río Arriba.

El condado de Río Arriba (en inglés, Rio Arriba County) es uno de los 33 condados del estado estadounidense de Nuevo México. La sede del condado es Tierra Amarilla, al igual que su mayor ciudad. El condado tiene un área de 15 271 km² (de los cuales 100 km² están cubiertos por agua) y una población de 41 190 habitantes, para una densidad de población de 3 hab/km² (según censo nacional de 2000). Este condado fue fundado en 1852.

## Evolución demográfica
A continuación se presenta una tabla que muestra la evolución de la población entre 1900 y 1990.
| Año        | 1900   | 1910   | 1920   | 1930   | 1940   | 1950   | 1960   | 1970   | 1980   | 1990   |
| ---------- | ------ | ------ | ------ | ------ | ------ | ------ | ------ | ------ | ------ | ------ |
| Habitantes | 13 777 | 16 624 | 19 552 | 21 381 | 25 352 | 24 997 | 24 193 | 25 170 | 29 282 | 34 365 |